# Magnus af Sandeberg
Magnus David Gunnar af Sandeberg, född 9 augusti 1983 i Vällingby församling i Stockholm, är en svensk skådespelare.
af Sandeberg har bland annat medverkat i TV-serierna Made in Finland från 2022 och Systerkoden från 2018. Han har även medverkat i filmen Sockerexperimentet från 2023.

## Filmografi (i urval)
- 2018 – Systerkoden (TV-serie)
- 2020 – Beck – Utom rimligt tvivel
- 2022 – Made in Finland (TV-serie)
- 2023 – Sockerexperimentet
- 2023 – Drama Kings